# Byasa crassipes
Byasa crassipes är en fjärilsart som först beskrevs av Charles Oberthür 1879.  Byasa crassipes ingår i släktet Byasa och familjen riddarfjärilar. Inga underarter finns listade i Catalogue of Life.